# Celama fragilis
Celama fragilis är en fjärilsart som beskrevs av Swinhoe. Celama fragilis ingår i släktet Celama och familjen trågspinnare. Inga underarter finns listade i Catalogue of Life.